# Пралон
Прало́н (фр. Prâlon) — коммуна во Франции, находится в регионе Бургундия. Департамент коммуны — Кот-д’Ор. Входит в состав кантона Сомбернон. Округ коммуны — Дижон.
Код INSEE коммуны — 21504.

## Население
Население коммуны на 2010 год составляло 76 человек.
| 1962 | 1968 | 1975 | 1982 | 1990 | 1999 | 2010 |
| ---- | ---- | ---- | ---- | ---- | ---- | ---- |
| 90   | 79   | 75   | 64   | 71   | 89   | 76   |

## Экономика
В 2010 году среди 44 человек трудоспособного возраста (15—64 лет) 33 были экономически активными, 11 — неактивными (показатель активности — 75,0 %, в 1999 году было 85,1 %). Из 33 активных жителей работали 31 человек (15 мужчин и 16 женщин), безработных было 2 (1 мужчина и 1 женщина). Среди 11 неактивных 4 человека были учениками или студентами, 5 — пенсионерами, 2 были неактивными по другим причинам.